# ۵۴۴ (پیش از میلاد)
۵۴۴ (پیش از میلاد) ۵۴۴مین سال قبل از تقویم میلادی است.